# Abu Oweis
Abu Oweis é o fundador e vice-comandante da Brigada de Tripoli Qatari-trained na Guerra Civil Líbia.